# 美作追分パーキングエリア
美作追分パーキングエリア（みまさかおいわけパーキングエリア）は、岡山県真庭市上河内にある中国自動車道のパーキングエリアである。

## 道路
- E2A 中国自動車道

## 施設

### 上り線（大阪方面）
- 駐車場
  - 大型4台
  - 小型13台
  - 二輪4台
- トイレ
  - 男性　大2（和式0・洋式2）・小5
  - 女性　5（和式1・洋式4）
  - 車椅子用　1
- 自動販売機（災害対応型自動販売機）
- バス停留所（中国追分）

### 下り線（広島方面）
- 駐車場
  - 大型4台
  - 小型13台
  - 二輪4台
- トイレ
  - 男性　大2（和式0・洋式2）・小5
  - 女性　5（和式1・洋式4）
  - 車椅子用　1
- 自動販売機（災害対応型自動販売機）
- バス停留所（中国追分）

## バス停留所
バス事業者は中国追分（ちゅうごくおいわけ）という呼称を使用している。

### 停車する路線
| のりば | 愛称                | 会社名                           | 行先                                                   | 備考     |
| ------ | ------------------- | -------------------------------- | ------------------------------------------------------ | -------- |
| 上り線 | 大阪 - 新見・三次線 | 阪急バス・阪急観光バス・備北バス | 大阪（新大阪駅・梅田（阪急三番街高速バスターミナル）） |          |
| 下り線 | 降車専用            | 降車専用                         | 降車専用                                               | 降車専用 |

### バス停へのアクセス
- 西日本旅客鉄道（JR西日本）姫新線 美作追分駅から徒歩約10分

## エリア周辺
- 西日本旅客鉄道姫新線 美作追分駅

## 隣
E2A 中国自動車道
(14)院庄IC/BS - (BS)久米BS - (PA)美作追分PA/BS - (15)落合JCT - (16)落合IC/BS